# Bahnhof Eppstein
Der Bahnhof Eppstein (teilweise als Eppstein (Taunus) bezeichnet) wurde im Zuge des Baus der Main-Lahn-Bahn von der Hessischen Ludwigsbahn angelegt und erhielt zunächst ein provisorisches Empfangsgebäude. Die Strecke wurde in ihrer Gesamtlänge am 15. Oktober 1877 von der Hessischen Ludwigsbahn eröffnet. Heute handelt es sich um einen Halt der S-Bahn-Linie S2 der S-Bahn Rhein-Main.

## Gleisanlagen

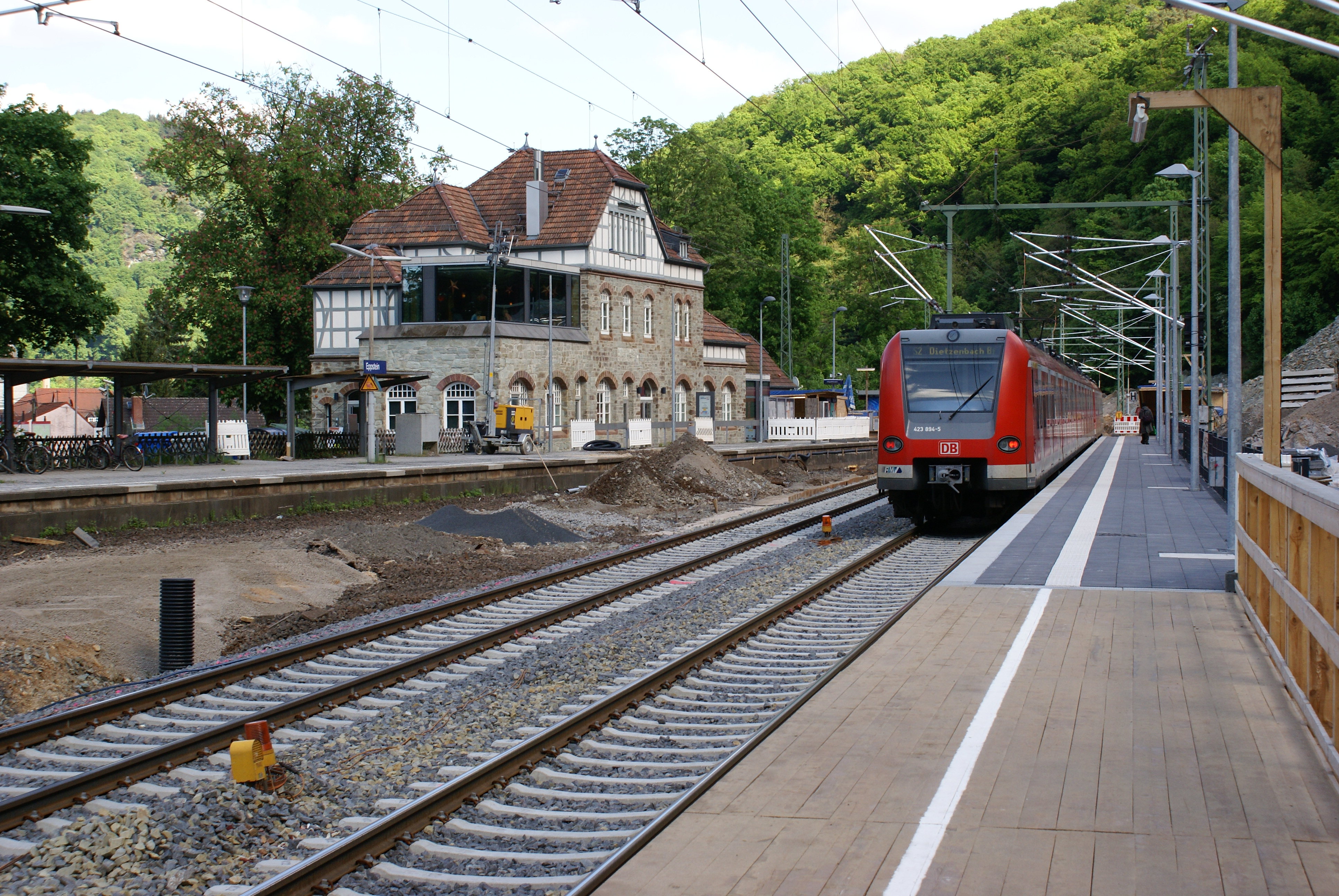
Umbau für den neuen Eppsteiner Tunnel: verschwenkte Trasse mit altem (links) und neuem Bahnsteig (rechts), im Vordergrund ein Behelfsbahnsteig, Mai 2013

Durch die Lage der Strecke im engen Lorsbachtal und den dadurch topografisch vorgegebenen Zwangspunkten, insbesondere dem Eppsteiner Tunnel, kam der Bahnhof auf der der Gemeinde Eppstein gegenüber gelegenen Seite des Schwarzbaches zu liegen und musste über eine Brücke angebunden werden. Auch musste der Bach, der den Bereich des künftigen Bahnhofs durchfloss, ein neues Bachbett erhalten.
Die ursprünglich eingleisige Strecke hatte im Bahnhofsbereich ein Überholgleis und Stumpfgleise, um Fahrzeuge abstellen zu können. Die südlichen Gleise der Anlage dienten dem Güterverkehr.
Die Strecke war von Anfang an für ein zweites Gleis vorbereitet, das aber erst 1914 verlegt wurde. Dies bedeutete für den Bahnhofsbereich einen Ausbau: Südlich der beiden Streckengleise wurden zwei Überholgleise angeordnet, außer dem Hausbahnsteig (Gleis 1) gab es nun einen weiteren in Insellage mit zwei Bahnsteigkanten (Gleise 2 und 3). Die südlich gelegene Gleisanlage für den Güterverkehr wurde ebenfalls neu gestaltet und eine neue Güterhalle errichtet, die erst im Zuge der Bauarbeiten für den neuen Eppsteiner Tunnel (2009–2013) abgerissen wurde, obwohl sie Kulturdenkmal war. Mit der S-Bahn-Linie nach Niedernhausen kamen 1978 die Elektrifizierung der Strecke und entsprechende Ausbauten im Bahnhofsbereich von Eppstein. Mit dem neuen Eppsteiner Tunnel sind Anpassungsmaßnahmen mit den dort einschwenkenden Gleisen verbunden, die etwas nördlicher verlaufen als bisher. Dabei wurde auch das dritte Gleis entbehrlich und zugunsten von PKW-Parkraum darauf verzichtet, so dass der Bahnhof heute nur noch zwei Bahnsteiggleise besitzt.

## Empfangsgebäude

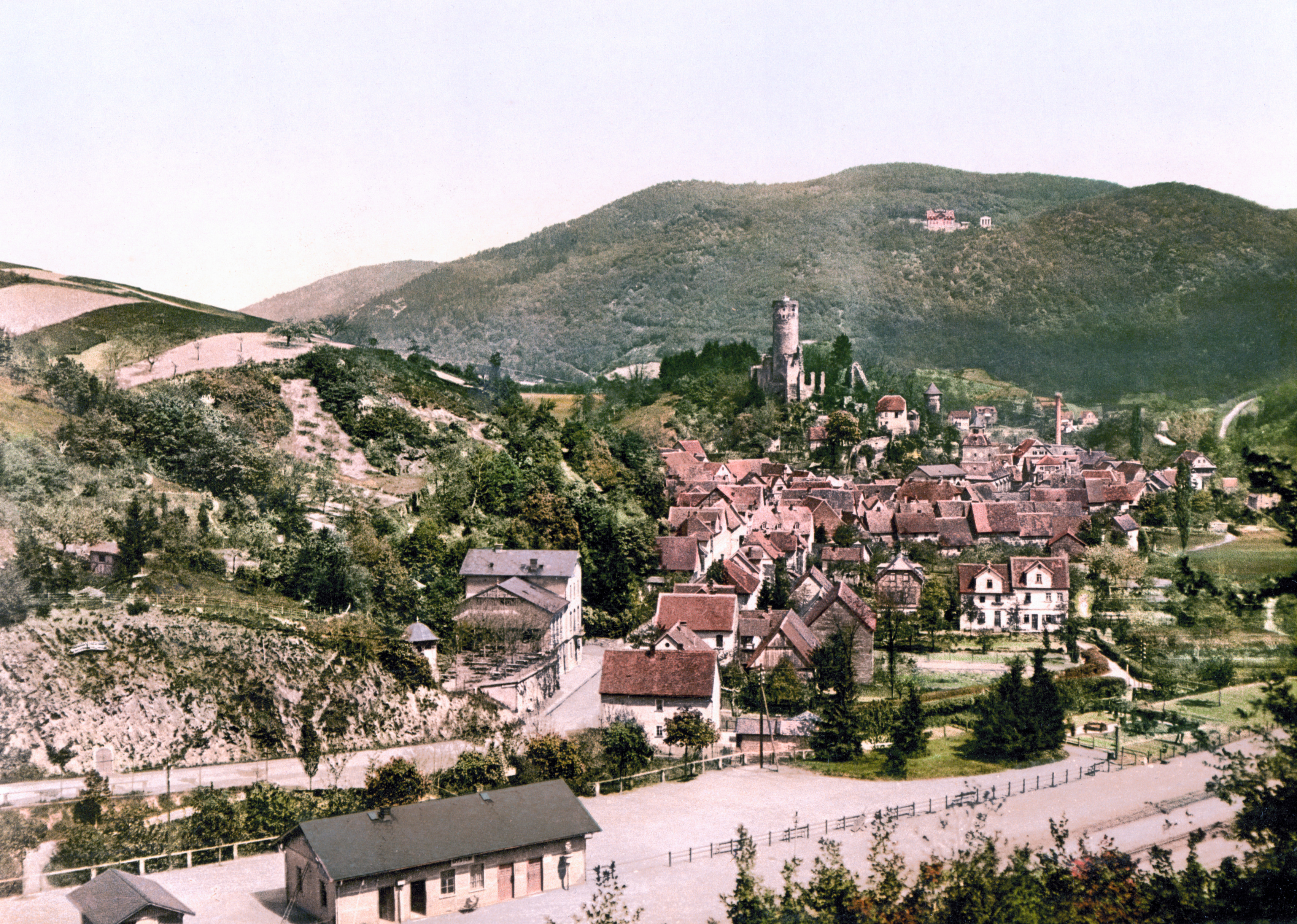
Bahnhofsgelände am unteren Bildrand mit dem ersten – provisorischen – Bahnhofsgebäude

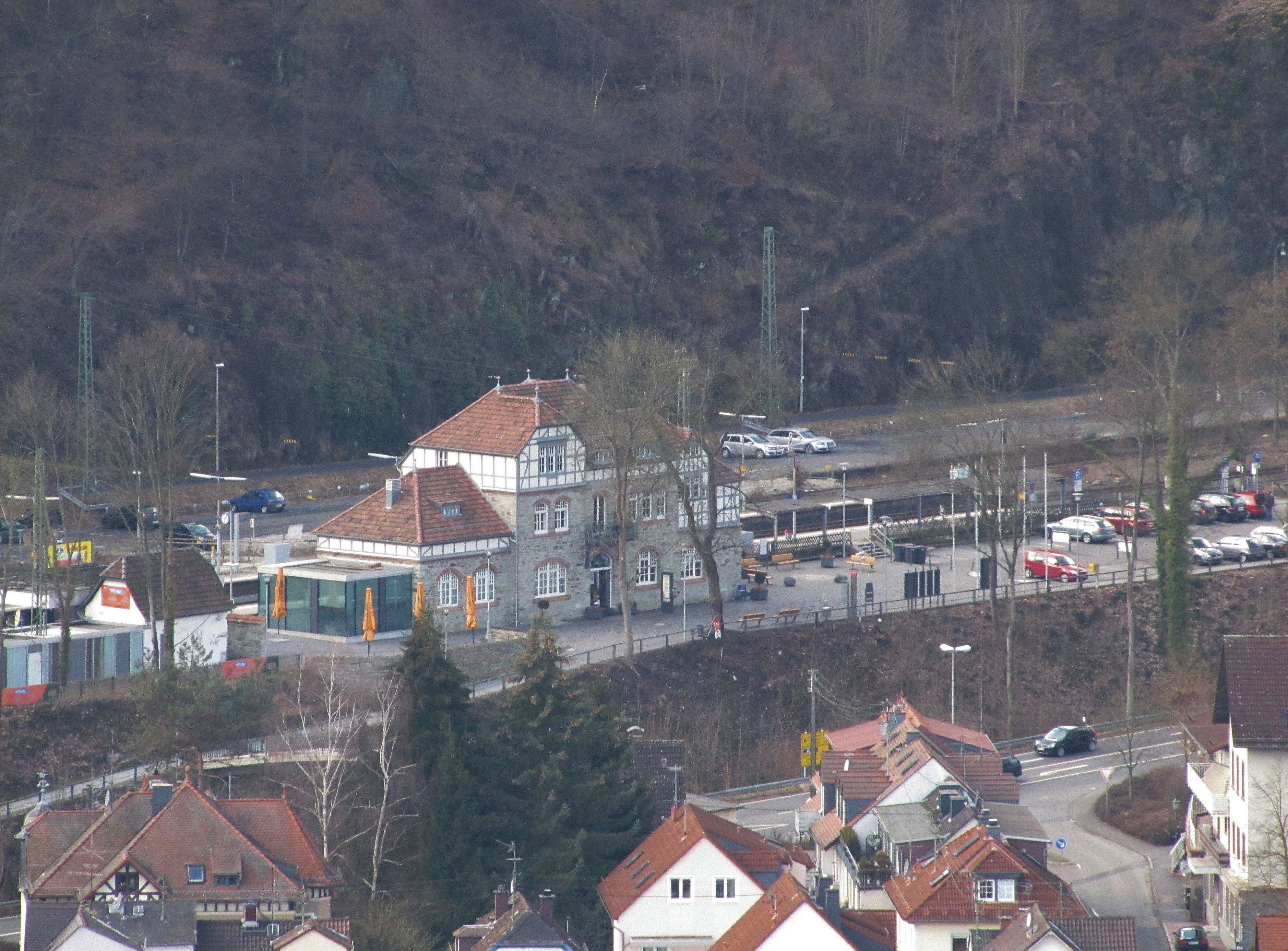
Blick auf den Bahnhof Eppstein

Der Bahnhof Eppstein erhielt zunächst ein provisorisches, eingeschossiges Empfangsgebäude aus Fachwerk. Hinzu kam noch vor 1885 eine Aufenthaltshalle, die erst mit den Ausbauarbeiten für die S-Bahn 1971 abgerissen wurde. 1903 wurde das Empfangsgebäude komplett durch einen historistischen Bau ersetzt. Dieses Gebäude war in den 1990er Jahren funktionslos geworden und stand 10 Jahre lang weitgehend leer. Am 19. Dezember 2003 schlossen die Stadt Eppstein, der Rhein-Main-Verkehrsverbund (RMV) und der Deutschen Bahn AG eine Rahmenvereinbarung, mit der die Sanierung des Empfangsgebäudes eingeleitet wurde. Das Gebäude wurde durch die Stadtentwicklungs- und Wirtschaftsförderungsgesellschaft Eppstein, eine Gesellschaft der Stadt, gekauft und für 2,75 Millionen € ab 2005 saniert. Das Land Hessen und der RMV haben sich an der Finanzierung beteiligt.
Mit seiner Eröffnung am 26. Mai 2007 wurde die Bezeichnung Stadtbahnhof eingeführt und die Zufahrt erhielt den Namen „Am Stadtbahnhof“. Seitdem lautet die Anschrift des Eppsteiner Bahnhofs Am Stadtbahnhof 1. Heute befinden sich dort das BürgerBüro Eppstein, das auch als Mobilitätszentrum dient, und Gastronomie.
Das Empfangsgebäude und die imposante Stützmauer des Bahndamms sind Kulturdenkmäler nach dem Hessischen Denkmalschutzgesetz. Sie sind Teil der Route der Industriekultur Rhein-Main.

## Bahnhof des Jahres 2018
Am 31. August 2018 wurde in Berlin dem Bahnhof Eppstein vom Bündnis Allianz pro Schiene der Titel „Bahnhof des Jahres 2018“ verliehen. Diese Auszeichnung erhielt der Bahnhof Eppstein zusammen mit dem Bahnhof Winterberg (Sauerland/Nordrhein-Westfalen). Der Preis wird alljährlich verliehen. Der Preis ging 2018 insbesondere deswegen an Eppstein, weil Gastronomie, Tourismus und Bürgerservice hier auf kleinstem Raum zu ihrem Recht kommen, so in der Verlautbarung des Bündnisses.

## Betrieb
Eppstein liegt im Tarifgebiet des Rhein-Main-Verkehrsverbundes (RMV).

### S-Bahn
Die S-Bahnen fahren auf der Strecke Niedernhausen (Taunus) – Dietzenbach Bahnhof.
| Linie | Verlauf | Takt                    |
| ----- | --- | ----------------------- |
| S2    | Niedernhausen (Taunus) – Niederjosbach – Bremthal – Eppstein – Lorsbach – Hofheim (Taunus) – Kriftel – Frankfurt-Zeilsheim – Frankfurt-Höchst Farbwerke – Frankfurt-Höchst – Frankfurt-Nied – Frankfurt-Griesheim – Frankfurt (Main) Hbf tief – Frankfurt (Main) Taunusanlage – Frankfurt (Main) Hauptwache – Frankfurt (Main) Konstablerwache – Frankfurt (Main) Ostendstraße – Frankfurt (Main) Mühlberg – Offenbach-Kaiserlei – Offenbach Ledermuseum – Offenbach Marktplatz – Offenbach (Main) Ost – Offenbach-Bieber – Heusenstamm – Dietzenbach-Steinberg – Dietzenbach Mitte – Dietzenbach Bhf | 30 min 15 min (zur HVZ) |

### Busverkehr
Am Bahnhof befindet sich ein Busbahnhof. Von dort bestehen Busverbindungen in die Eppsteiner Stadtteile Vockenhausen und Ehlhalten sowie in die angrenzenden Gemeinden. Es verkehren auch Anrufsammeltaxen.